# Samson (1936)
Samson is een Franse dramafilm uit 1936 onder regie van Maurice Tourneur. Het scenario is gebaseerd op het gelijknamige toneelstuk uit 1907 van de Franse auteur Henri Bernstein.

## Verhaal
De bankier Jacques Brachart heeft zijn fortuin vergaard door te speculeren op de beurs. Hij wordt verliefd op Anne-Marie d'Andeline, de dochter van een berooide, adellijke familie. Zij aanvaardt zijn huwelijksaanzoek uit financiële noodzaak. Ze vindt haar echtgenoot een parvenu en gaat hem haten. Na verloopt begint ze een affaire met een rivaal van haar man.

## Rolverdeling
| Acteur            | Personage             |
| ----------------- | --------------------- |
| Harry Baur        | Jacques Brachart      |
| Gaby Morlay       | Anne-Marie d'Andeline |
| André Lefaur      | Markies d'Andeline    |
| Gabrielle Dorziat | Markiezin d'Andeline  |
| André             | Jérôme Le Govain      |
| Suzy Prim         | Grace Ritter          |
| Christian Gérard  | Max d'Andeline        |
| Maurice Bénard    | Flash                 |
| Laure Diana       | Christiane Roy        |